# Sandra Temporelli
Sandra Temporelli, née le 25 janvier 1969 à Montreuil, est une coureuse cycliste française spécialiste de VTT cross-country.

## Palmarès en VTT cross-country

### Championnats du monde
1999 :  Médaille d'argent du relais (avec Miguel Martinez, Julien Absalon et Nicolas Filippi)

### Coupe du monde
- 1996
  - 3e de l'étape Les Gets

### Championnats d'Europe
- 5e en 1998 et 6e en 1999

### Championnats de France
- Championne de France de VTT cross-country 1997 Team PEUGEOT - LA POSTE- PALAISEAU
- 2e en 1996 et 3e en 1998, 1999 et 2000

## Palmarès en cyclo-cross
- 2000
  - 2e du Championnats de France de cyclo-cross

## Palmarès sur route
- 1999
  - 5e étape du Tour de la Drôme
  - 3e du Tour de la Drôme
- 2000
  - 2e étape du Tour de la Haute-Vienne